# Ballons
Ballons är en kommun i departementet Drôme i regionen Auvergne-Rhône-Alpes i sydöstra Frankrike. Kommunen ligger i kantonen Séderon som tillhör arrondissementet Nyons. År 2022 hade Ballons 89 invånare.

## Befolkningsutveckling
Antalet invånare i kommunen Ballons
Referens:INSEE